# Abendaño
Abendaño (también denominado Avendaño) es un despoblado que actualmente forma parte del barrio de San Martín, del municipio de Vitoria, en la provincia de Álava, País Vasco (España).

## Toponimia
A lo largo de los siglos ha sido conocido con los nombres de Abendaño, Avendaño y Abendangu.

## Historia
Documentado desde 1095, estaba situado entre los concejos de Ali y Armentia y su población pasó a formar parte de la de Vitoria hacia 1194, en que se despobló.

## Monumentos
- Ermita de San Martín de Abendaño, ermita románica del siglo XIII, reformada entre 1978 y 1980.[4]